# Hymne monégasque
Hymne Monégasque este imnul național al principatului Monaco.

## Versuri
Riternelu:
Despoei tugiù sciü d'u nostru paise
 
Se ride au ventu, u meme pavayùn

Despoei tugiù a curù russa e gianca
 
E stà l'emblema, d'a nostra libertà

Grandi e i piciui, l'an sempre respetà

Oila cü ne toca !

Olia cü ne garda !

Fo che cadün sace ben aiço d'aiçi :
(Riturnelu)
Amu avü sempre r'a meme tradiçiùn

Amu avü sempre r'a meme religiùn

Amu avüu per u nostru unù
 
I meme Prìncipi tugiù

E düsciün nun pura ne fa scangia

Tantu ch'au celu, u suriyu lüjerà ;
 
Diu n'agiüterà

E mai düsciün nun pura ne

fa scangia

düsciün.

Nun sëmu pa gaire,

Ma defendëmu tüti a nostra tradiçiun ;

Nun sëmu pa forti,

Ma se Diu voe n'agiütera !
Oila cü ne toca !

Olia cü ne garda !

Fo che cadün sace ben ailo d'aili :
(Riturnelu)